# Rurouni Kenshin (serie de televisión de 2023)
Rurouni Kenshin: Meiji Kenkaku Romantan (るろうに剣心 -明治剣客浪漫譚 lit. Rurouni Kenshin -Romance del espadachín Meiji-?) es una serie de televisión anime japonesa, basada en la serie de manga del mismo título de Nobuhiro Watsuki.
Es la segunda adaptación de la serie al anime, después de la serie de 1996–98.
Está dirigida por Hideyo Yamamoto y animada por Liden Films y se estrenó el 7 de julio de 2023 en el bloque de programación NoitaminA de Fuji TV.

## Premisa
En la era Meiji en Japón, Himura Kenshin es un vagabundo pacifista que visita Tokio. Ayuda a las personas necesitadas con sus habilidades de espada. Anteriormente había utilizado estas habilidades durante el Bakumatsu, cuando obtuvo el título de Hitokiri Battōsai de Ishin Shishi. Kamiya Kaoru, la actual propietaria del dojo Kamiya Kasshin Ryu, le pide a Kenshin que la ayude a defender su área. Al parecer, un criminal comenzó a hacer caos en la zona, mientras usaba el título de Kenshin.

## Personajes
Himura Kenshin (緋村 剣心 Kenshin Himura?)
 Seiyū: Sōma Saitō, Erick Padilla (español latino)
Es el personaje principal de la obra. Conocido como el legendario asesino "Hitokiri Battōsai" (人斬り抜刀斎?), trabajó como hitokiri para los Ishin Shishi durante la Restauración Meiji. Al terminar esta, jura no volver a matar y deambula por Japón protegiendo a los débiles. Utiliza el estilo Hiten Mitsurugi Ryu del kenjutsu y empuña una sakabatō (espada de filo invertido), la cual no posee filo alguno para no matar. En el comienzo de la historia ayuda a Kaoru a defenderse de un asesino que utiliza su nombre de Battousai y difama el dōjō de Kaoru. Es entonces que le confiesa su pasado de asesino, pero Kaoru le resta importancia y lo invita a quedarse con ella. Su personalidad es tranquila, amable y humilde al extremo; aunque cambia completamente por una fría, violenta y despiadada cuando se enfada y se transforma nuevamente en Battousai. Físicamente es pequeño y delgado, con el pelo rojo y largo, atado en una coleta y con una cicatriz en forma de cruz en su mejilla izquierda. Al inicio de la historia tiene 28 años de edad.
Kamiya Kaoru (神谷 薫 Kaoru Kamiya?)
 Seiyū: Rie Takahashi, Dayana Santiaguillo (español latino)
Es una joven huérfana, quien aprendió de su padre el estilo Kamiya Kashin Ryu y heredó del mismo su dōjō de kendo. Al comienzo de la historia, su dōjō está en franca decadencia por culpa de un asesino que anda suelto y dice ser practicante de su dōjō y se autoproclama "Battousai". Kenshin le revela su identidad de antiguo asesino y ella le permite vivir en su hogar, afirmando que no le importa su pasado. Tiene una personalidad muy fuerte, acorde a las exigencias de una mujer joven que debe valerse por sí misma, y gentil. Es muy hábil en el kendo. Físicamente se la presenta como muy hermosa. Al inicio de la historia tiene 17 años. Es llamada ojou-san (pequeña señorita) por Sanosuke.
Sanosuke Sagara (相楽 左之助 Sagara Sanosuke?)
 Seiyū: Taku Yashiro, Fernando Rivas Villareal (español latino)
Es contratado para enfrentarse a Kenshin siendo un luchador callejero, especializado en una enorme espada llamada zanbatō. Kenshin logra derrotarlo, quiebra su espada, y ambos se convierten en grandes amigos. Durante la pelea, se revela que Sanosuke era de origen pobre y que perteneció al Sekihoutai, un ejército de campesinos liderado por Souzo Sagara, que apoyaron a los Ishin Shishi y fueron traicionados por éstos; y su líder decapitado. Sanosuke toma su apellido del nombre de Sagara, y se dedica a la lucha desde entonces. Posee un carácter muy fuerte, es agresivo y malhumorado. Es alto y tiene el cuerpo de un luchador. Al inicio de la historia tiene 19 años.
Yahiko Myōjin (明神 弥彦 Myōjin Yahiko?)
 Seiyū: Makoto Koichi, Emiliano Montaño (español latino)
Vagaba por Tokio siendo un delincuente menor; engañado por la yakuza local le hacen creer que debía dinero de las medicinas de su fallecida madre obligándolo a robar para conseguir ese dinero. A pesar de que al principio mostraba hostilidad frente a la ayuda de Kenshin y Kaoru gracias a ellos, se percata del engaño y decide irse con ellos para entrenar en escuela Kamiya-Kashin y llegan a ser grandes amigos e integrante del dōjō. Es un joven muy orgulloso y con muchos deseos de ser más fuerte. Al comenzar la historia tiene 10 años.
Hajime Saito (斎藤 一 Saitō Hajime?)
 Seiyū: Satoshi Hino, Aldo Ramírez (español latino)
Basado en la figura histórica del mismo nombre, fue el líder del tercer escuadrón del Shinsengumi durante el Bakumatsu. Tiene una larga rivalidad con Kenshin y cree firmemente en la "Muerte rápida al mal". Se hace llamar Fujita Gorō (藤田 五郎?) y trabaja como oficial de policía de Meiji.
Aoshi Shinomori (四乃森蒼紫 Aoshi Shinomori?)
 Seiyū: Yūma Uchida, Samuel Lazcano (español latino)
Es el Okashira o líder del Oniwabanshū, y un hábil espadachín a quien sus compañeros respetan mucho. Después de que Himura Kenshin lo derrota y sus camaradas mueren, se obsesiona con matar a Kenshin para ganarse el título de "el más fuerte" para el orgullo de los Oniwabanshū. Crio a Makimachi Misao, la nieta del Okashira anterior, bajo su protección como miembro del Oniwabanshū.
Takani Megumi (高荷恵 Megumi Takani?)
 Seiyū: Saori Ōnishi, Valeria Tavera (español latino)
Proviene de una famosa familia de médicos de la región de Aizu. Se convirtió en la asistente de un médico de Tokio que había creado una nueva forma mortal de opio. Cuando el médico fue asesinado, se vio obligada a fabricar el nuevo opio para el industrial corrupto Takeda Kanryū durante los últimos tres años. Después de ser liberada y detenida por Kenshin y Sanosuke, se convierte en médica para expiar sus fechorías pasadas. Tiene un perverso sentido del humor y disfruta coqueteando con Kenshin para poner celosa a Kaoru (tanto Kaoru como Sanosuke se refieren a ella como una "zorra" y en el manga aparecen orejas de zorra cada vez que se entrega a su sentido del humor), pero ayuda a Kaoru a aceptar sus sentimientos hacia Kenshin. Es leal a sus amigos y siempre está ahí para curar sus heridas, especialmente a Sanosuke, a quien a menudo advierte sobre las peleas.

## Producción
El 19 de diciembre de 2021, en el evento Jump Festa '22, se anunció que Liden Films animaría una nueva adaptación televisiva del manga Rurouni Kenshin. Se mostró un video promocional en el Aniplex Online Fest 2022 el 24 de septiembre de 2022. La serie readaptará la serie de manga original. Está dirigida por Hideyo Yamamoto, con guiones de Hideyuki Kurata, diseño de personajes de Terumi Nishii y música compuesta por Yū Takami. El autor del manga original, Nobuhiro Watsuki, supervisó los diseños de personajes y el escenario. Sōma Saitō y Rie Takahashi interpretarán a Himura Kenshin y Kamiya Kaoru, respectivamente, reemplazando tanto a Mayo Suzukaze como a Miki Fujitani, quienes previamente interpretaron a los personajes en la serie de 1996–98 y posteriores adaptaciones a OVAs.
Yamamoto dijo que solía ver todos los trabajos de Rurouni Kenshin durante su juventud y que estaba particularmente impresionado por las animaciones de video originales de sus diferentes obras de arte. Llegó a pensar que el principal atractivo de la serie era cómo mostraba la vida de las personas en la Era Meiji y cómo Kenshin no solo luchaba contra los enemigos sino que también los ayudaba a redimirse de sus crímenes mientras interactuaba con ellos. Se destacó además que esto último convertía a Kenshin en el hombre que todo espectador quiere ser. Desde el principio, pensó que quería mostrar "una forma de presagiar", pero quería que los detalles fueran sutiles, similares a los dramas que a menudo se transmiten junto a Kenshin. A diferencia del trabajo original más cómico, Yamamoto pretendía hacer la narrativa más seria y evitar bufonadas o diseños superdeformados para hacerlo más realista. Para animar la obra utilizaron 3DCG con modelos tridimensionales de las habitaciones, apropiados para la era moderna. Los carruajes de caballos se animaron mediante CGI, ya que eran un vehículo común utilizado en Meiji. En lo que respecta a la acción, a la animación se le dio un estilo más exclusivo para la escena de lucha en Tokio. Los diseños fueron realizados por Terumi Nishii bajo la supervisión de Yamamoto y Watsuki. Se dieron cuidadosos detalles al kimono y otras prendas que aparecen en el anime.
Entre muchas supervisiones de la serie, Kaoru Kurosaki y Watsuki intentaron hacerla adecuada para la era Reiwa y accesible tanto para los recién llegados como para el público que regresa. El arco de la historia que involucra a Raijuta fue revisado para mejorarlo en el anime de 2023. Kurosaki en particular revisó los guiones de los episodios de Raijuta. A Kurata se le ocurrieron nuevas ideas para revisar la historia de fondo de Sanosuke y darle más profundidad al personaje. Se realizaron reuniones para supervisar la mayoría de los episodios. Si bien la ropa sigue siendo la misma, la forma en que se dibujan los cuerpos se revisó debido a las mejoras en el estilo gráfico del manga y la versión de los noventa. Se eligió a Soma Saito porque el personal lo encontró apropiado para interpretar tanto el comportamiento amable como el grosero de Kenshin. Después de que se terminó el musical basado en el manga, el personal encontró el manga muy cómico y quiso generar un estilo diferente con el nuevo anime, hasta el punto que Kenshin ya no dice su expresión de "¿Oro?" destinado a sonar como un alivio cómico a sus reacciones en los chistes. Sin embargo, todavía existía el deseo de mantener algunas escenas cómicas.
El actor de voz de Kenshin, Soma Saito, dijo que era fanático de la serie desde que era niño y espera crear su propia versión de Kenshin. Mientras tanto, la actriz de voz de Kaoru, Rie Takahashi, se sorprendió de haber sido seleccionada para dar voz a la heroína y, al igual que Saito, quería crear una versión atractiva de Kaoru. Entre otros actores principales se incluye a Makoto Koichi, que pretende retratar el buen humor de Yahiko, mientras que Taku Yashiro pretende adaptar varios lados de la personalidad de Sanosuke, como su juventud y su actitud ruda.
El 16 de diciembre de 2023, se anunció una segunda temporada, titulada Rurouni Kenshin: Meiji Kenkaku Romantan: Kyoto Dōran (るろうに剣心 －明治剣客浪漫譚－ 京都動?), en la Jump Festa '24. Se estrenará en octubre de 2024. Yuki Komada reemplaza a Yamamoto para la segunda temporada, mientras que Kazuo Watanabe (diseñador de personajes secundarios de la primera temporada y director de animación en jefe) se une a Nishii para los diseños de personajes.
Durante la AnimeJapan 2025, se anunció la producción de una tercera temporada.
Los productores de Aniplex expresaron interés en adaptar el manga Rurouni Kenshin: Meiji Kenkaku Romantan Hokkaidō-hen en el futuro.

## Lanzamiento
La serie se estrenó el 7 de julio de 2023 en el bloque de programación NoitaminA de Fuji TV. Tuvo dos cursos consecutivos de 24 episodios. El primer tema de apertura es «Hiten» (飛天?), interpretado por Ayase y R-Shitei (bajo el nombre de Ayase✕R-Shitei), mientras que el primer tema de cierre es «Kissaki» (切っ先?), interpretado por Reol. El segundo tema de apertura es «Rurō no Katashiro» (るろうの形代?), interpretado por Masaki Suda y Tokyo Ska Paradise Orchestra (bajo el nombre Masaki Suda×Tokyo Ska Paradise Orchestra), mientras que el segundo tema de cierre es «Sonzai Shōmei» (存在証明?), interpretado por Kid Phenomenon. Los episodios serán recopilados por Aniplex en ocho volúmenes de DVD y Blu-ray, que se lanzarán del 25 de octubre de 2023 al 29 de mayo de 2024.
Aniplex of America proyectó el estreno estadounidense de la serie en la Anime Expo 2023 el 3 de julio en el escenario Eventos Principales del Centro de Convenciones de Los Ángeles. Después de la proyección, siguió una conversación entre el productor de Aniplex Masami Niwa y los actores de doblaje Sōma Saitō y Rie Takahashi. Aniplex of America obtuvo la licencia de la serie fuera de Asia, y lo transmitió en Crunchyroll.
El 5 de julio de 2023, Crunchyroll anunció que la serie recibiría un doblaje en español latino.
Una segunda temporada titulada Rurouni Kenshin: Meiji Kenkaku Romantan: Kyoto Dōran (るろうに剣心 －明治剣客浪漫譚－ 京都動?), ha sido anunciada y se estrenó en NoitaminA el 4 de octubre de 2024, y se emitirá durante dos cursos consecutivos. El tema de apertura es «Iranai Mono» (いらないもの?), intepretado por Tatsuya Kitani y Natori (bajo el nombre de Tatsuya Kitani×Natori), mientras que el tema de cierre es «Suikōsetten» (水光接天?), interpretado por Nomelon Nolemon.